# Телефа
Телефа (груз. ტელეფა) — село в Грузії.
За даними перепису населення 2014 року в селі проживає 577 осіб.